# Leptobotia hengyangensis
Leptobotia hengyangensis és una espècie de peix de la família dels cobítids i de l'ordre dels cipriniformes.

## Reproducció
No ha estat possible fins ara la seua reproducció en captivitat.

## Hàbitat i distribució geogràfica
És un peix d'aigua dolça (pH entre 7 i 8), demersal i de clima temperat, el qual viu a Àsia: la Xina.

## Observacions
És inofensiu per als humans.